# Sielec (osiedle w rejonie mińskim)
Sielec (biał. Сялец, ros. Селец) – osiedle na Białorusi, w obwodzie mińskim, w rejonie mińskim, w sielsowiecie Łoszany.